# Pană (geometrie)

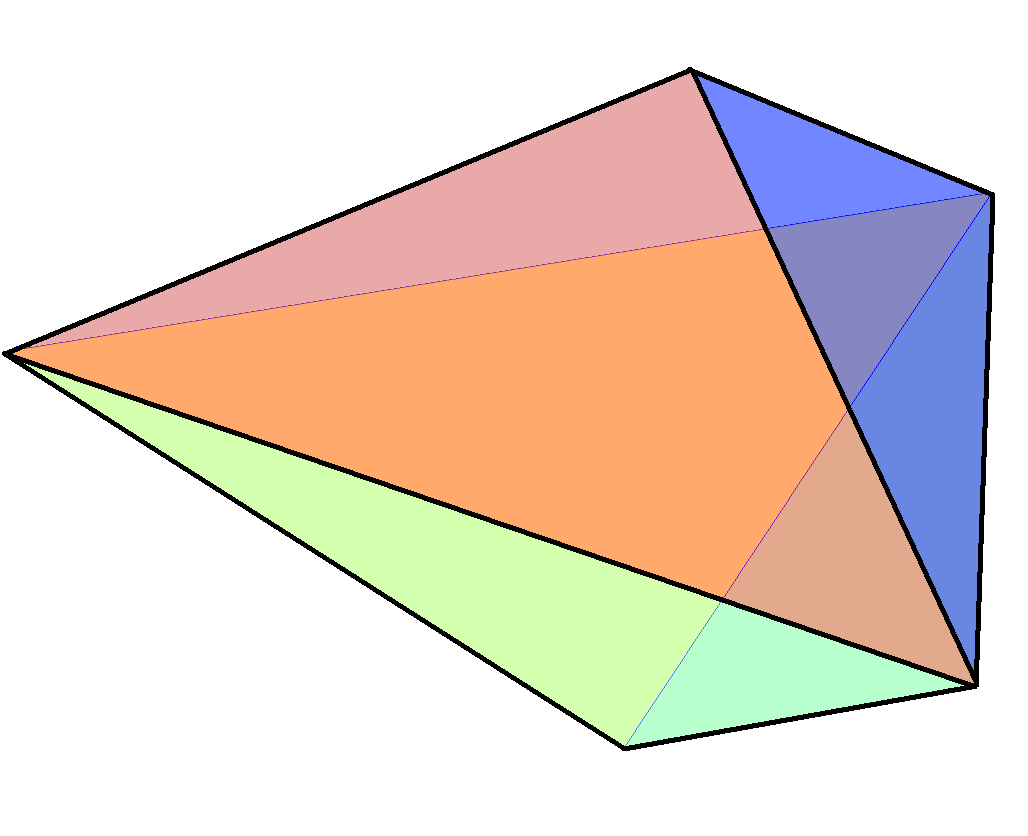
Dual: bipiramida triunghiulară

În geometrie o pană este un poliedru cu cinci fețe, dintre care două sunt triunghiulare și trei trapezoidale. Având cinci fețe, este un pentaedru. O pană are nouă laturi (muchii) și șase vârfuri.  Simetria sa este dată de {\displaystyle \mathbb {Z} _{2}\times \mathbb {Z} _{2}\,.}
O pană este o subclasă a prismatoidelor, cu baza și creasta opusă în două plane paralele. Poate fi considerată o cupolă digonală.
Comparații:
- O pană este un paralelipiped la care una dintre fețe a degenerat într-un segment de dreaptă.
- O piramidă patrulateră este o pană în care creasta opusă bazei („c” în figura alăturată) a degenerat într-un punct (apexul piramidei).

## Arie și volum
Pentru o pană cu baza dreptunghiulară, ca în figura de la începutul articolului, unde laturile bazei sunt notate cu a și b, c este lungimea laturii care formează creasta, paralelă cu latura a a bazei, iar h este înălțimea (distanța de la bază la creastă), aria sa este
{\displaystyle ab+b{\sqrt {h^{2}+\left({\frac {a-c}{2}}\right)^{2}}}+(a+c){\sqrt {h^{2}+\left({\frac {b}{2}}\right)^{2}}}\,,}
iar volumul este
{\displaystyle V=bh\left({\frac {a}{3}}+{\frac {c}{6}}\right)\,.}

## Exemple
Penele pot fi create prin divizarea altor poliedre. De exemplu, dodecaedrul poate fi divizat într-un cub central cu 6 pene care acoperă fețele cubului. Orientările penelor sunt astfel încât fețele triunghiulare și trapezoidale se pot conecta și forma un pentagon regulat.
O prismă triunghiulară este un caz particular de pană, cele două fețe triunghiulare fiind congruente prin translație.
Două pene obtuze pot fi formate prin divizarea unui tetraedru regulat cu un plan paralel cu două laturi opuse ale acestuia.
| Prismă triunghiulară (Pană triunghiulară paralelă) | Pană obtuză obținută prin divizarea unui tetraedru regulat | O pană construită din 8 fețe triunghiulare și 2 pătrate. Poate fi văzută ca un tetraedru augmentat cu două piramide pătrate. | Dodecaedrul regulat poate fi divizat într-un cub central și 6 pene pe cele 6 fețe pătrate. |